# Florencia Di Concilio
Florencia Di Concilio est une compositrice uruguayenne de musiques de films, née le 31 juillet 1979 à Montevideo.

## Biographie
Florencia Di Concilio a étudié le piano et la composition en Uruguay, puis aux États-Unis, à la School of the Arts de l'Université de Charleston et au New England Conservatory de Boston, avant de parfaire son apprentissage de la composition et de l'orchestration au Conservatoire de Paris,,,,.

## Filmographie
Sauf indication contraire, les informations mentionnées dans cette section peuvent être confirmées par la base de données cinématographiques IMDb,  présente dans la section « Liens externes ».

### Documentaire
- 2009 : La Nueve ou les Oubliés de la victoire d'Alberto Marquardt
- 2012 : Avec nos yeux de Marion Aldighieri
- 2019 : Push de Fredrik Gertten

### Fiction
- 2009 : L'Homme de chevet d'Alain Monne
- 2012 : Dark Blood de George Sluizer
- 2017 : Ava de Léa Mysius
- 2019 : Just Kids de Christophe Blanc
- 2020 : Calamity, une enfance de Martha Jane Cannary de Rémi Chayé
- 2022 : Les Cinq Diables de Léa Mysius
- 2022 : Maestro(s) de Bruno Chiche
- 2022 : Les Années Super 8 de David et Annie Ernaux
- 2022 : De grandes espérances de Sylvain Desclous
- 2024 : Madame de Sévigné (film) de Isabelle Brocard

## Distinctions
- 2019 : Grand Prix de la meilleure musique originale à la 20e édition du Festival international du film d'Aubagne - Music & Cinema pour le court métrage Bulles d’Air de Daouda Diakhaté[6].
- 2020 : meilleure musique au Festival International d’Animation de Bucheon.
- 2021 : Prix Michel Legrand au meilleur compositeur de musique de film.